# Tập đoàn Gelex
Công ty Cổ phần Tập đoàn Gelex (tên giao dịch quốc tế: Gelex Group Joint Stock Company) là một công ty Việt Nam kinh doanh trong lĩnh vực sản xuất công nghiệp và hạ tầng, được thành lập vào năm 1990, có trụ sở chính đặt tại 52 Lê Đại Hành, quận Hai Bà Trưng, Hà Nội, Việt Nam.

## Lĩnh vực kinh doanh
- Sản xuất công nghiệp[6]
- Hạ tầng[7]
  - Đầu tư phát triển lĩnh vực năng lượng
  - Bất động sản khu công nghiệp và nhà ở xã hội
  - Vật liệu xây dựng
  - Sản xuất và cung cấp nước sạch

## Lịch sử
- Tập đoàn Gelex (tiền thân là Tổng công ty Thiết bị Kỹ thuật Điện), được thành lập vào năm 1990 theo Quyết định số 237 QĐ/CNNg-TCNS ngày 10 tháng 7 năm 1990 của Bộ Công nghiệp nặng (nay là Bộ Công Thương), hoạt động trên cơ sở tập trung các đơn vị sản xuất, kinh doanh, dịch vụ, nghiên cứu kỹ thuật điện.[5]
- Năm 2006, công ty hoạt động theo mô hình công ty mẹ – công ty con, theo Quyết định số 27/2006/QĐ-BCN ngày 2 tháng 8 năm 2006 của Bộ Công nghiệp.
- Năm 2010, thực hiện cổ phần hóa theo Quyết định số 1422/QĐ-TTg ngày 10 tháng 8 năm 2010 của Thủ tướng Chính phủ, Tổng công ty Thiết bị Kỹ thuật Điện chính thức đổi tên thành Tổng Công ty cổ phần Thiết bị điện Việt Nam.[5]
- Năm 2015, Bộ Công Thương tiến hành thoái vốn hoàn toàn tại Gelex.[5]
- Ngày 18 tháng 6 năm 2021, tại Đại hội đồng cổ đông thường niên năm 2021, nhằm hướng tới phát triển công ty thành tập đoàn kinh tế đa ngành, công ty chuyển mô hình sang tập đoàn, chính thức chuyển đổi thành Công ty cổ phần Tập đoàn Gelex.[8][9]

## Các công ty thành viên
- Công ty cổ phần Điện lực Gelex (Gelex Electric)[a][10]
  - Công ty cổ phần Dây cáp điện Việt Nam (Cadivi)
  - Công ty cổ phần Thiết bị điện (Thibidi)
  - Công ty cổ phần Chế tạo Điện cơ Hà Nội (HEM)
  - Công ty cổ phần Thiết bị Đo điện (EMIC)
  - Công ty Dây đồng Việt Nam
  - Công ty Trách nhiệm Hữu hạn Phát điện Gelex (GELEX-PG)
  - Công ty Trách nhiệm Hữu hạn Năng lượng Gelex Quảng Trị
  - Công ty cổ phần Sản xuất Thiết bị điện Đông Anh (MEE)
  - Công ty cổ phần Mua bán điện Gelex
- Công ty cổ phần Hạ tầng Gelex (Gelex Infra)[b][11]
  - Tổng Công ty Viglacera
  - Công ty cổ phần Đầu tư Nước sạch Sông Đà
  - Công ty Trách nhiệm Hữu hạn Điện gió Hướng Phùng
  - Công ty cổ phần Năng lượng Gelex Đắk Lắk
  - Công ty cổ phần Hạ tầng Gelex Tây Ninh
  - Công ty cổ phần Dịch vụ Năng lượng Gelex

## Ban lãnh đạo (hiện nay)
- Chủ tịch HĐQT: Nguyễn Trọng Hiền
- Phó Chủ tịch HĐQT: Lương Thanh Tùng
- Phó Chủ tịch HĐQT: Lê Bá Thọ[12][13]
- Chủ tịch Ủy ban Kiểm toán: Đậu Minh Lâm
- Tổng Giám đốc: Nguyễn Văn Tuấn
- Phó Tổng giám đốc: Nguyễn Hoàng Long[12][13]
- Phó Tổng giám đốc: Nguyễn Trọng Trung[12][13]

## Giải thưởng
- Giải thưởng Thương hiệu quốc gia 6 lần liên tiếp (2014, 2016, 2018, 2020, 2022, 2024[c])[16][17][18][19][20][d]
- Nơi làm việc tốt nhất châu Á 2023[21]
- Top 50 công ty kinh doanh hiệu quả nhất Việt Nam (2022)[16]
- Top 50 doanh nghiệp lợi nhuận xuất sắc nhất Việt Nam (2022)[16]
- Top 500 doanh nghiệp lớn nhất Việt Nam (2020–2023)[16][22]
- Top 100 thương hiệu giá trị nhất Việt Nam (2023)[16]

Cùng một số giải thưởng khác...

## Danh hiệu
- Huân chương Lao động hạng Ba (1993)[23]
- Huân chương Lao động hạng Nhì (1998)[23]
- Huân chương Lao động hạng Nhất (2002)[23]
- Cờ thi đua của Chính phủ (2010–2014)[23]